# بیمارستان مرکزی تالین شرقی
بیمارستان مرکزی تالین شرقی (به لاتین: East Tallinn Central Hospital) یک بیمارستان در استونی است که در Tallinn City واقع شده‌است.